# Jizã
Jizã (em árabe: جيزان‎; romaniz.: Jizan) é uma cidade da Arábia Saudita, capital da região de Jizã. Está a 40 metros de altitude e segundo censo de 2010, havia 127 743 habitantes.